# De libero arbitrio
De libero arbitrio («Del libre albedrío» en latín) es el título de una obra teológica cristiana de Agustín de Hipona. Consta de tres libros, escrito el primero en Roma entre 387 y 389, tras su bautismo, y los dos últimos entre 391 y 395, tras incorporarse a su obispado en África. La obra es parte de una serie de obras contra el maniqueísmo, y se posiciona en favor de algunos aspectos del escepticismo. Agustín desafía el determinismo en el primer libro, y en los dos últimos investiga las condiciones de la existencia de Dios y el conocimiento.
Con el mismo título, y sobre el mismo tema, se escribieron otras obras teológicas cristianas: una de san Anselmo de Canterbury y otra de Erasmo de Róterdam (De libero arbitrio diatribe sive collatio), donde polemiza contra Lutero, que le respondió con De servo arbitrio; respondido a su vez por Erasmo con la obra titulada: Hyperaspistes.